# Branch-and-Bound
Branch-and-Bound (engl. für Verzweigung und Schranke oder Verzweigen und begrenzen) ist eine im Bereich Operations Research häufig verwendete mathematische Methode, deren Ziel darin besteht, für ein gegebenes ganzzahliges Optimierungsproblem eine beste Lösung zu finden. Branch-and-Bound führt auf einen Entscheidungsbaum, ist selbst aber kein spezielles Verfahren, sondern eine Behandlungsmethode, ein Meta-Verfahren. Für konkrete kombinatorische Optimierungsprobleme ergeben sich dementsprechend angepasste Branch-and-Bound-Algorithmen.

## Das Prinzip
Im Optimierungsproblem {\displaystyle f(x)\to \min !} bei {\displaystyle x\in D} sei der zulässige Bereich {\displaystyle D} eine diskrete Menge, eventuell sogar endlich. Alle zugelassenen Belegungen {\displaystyle x\in D} durchzuprobieren, scheitert meist an inakzeptabel langen Rechenzeiten. Deshalb wird {\displaystyle D} nach und nach in mehrere Teilmengen aufgespalten (Branch). Mittels geeigneter Schranken (Bound) sollen viele suboptimale Belegungen frühzeitig erkannt und ausgesondert werden, so dass der zu durchsuchende Lösungsraum klein gehalten wird. Im ungünstigsten Fall werden alle Belegungen aufgezählt (vollständige Enumeration).

### Branch, die Verzweigung
Der Aufteilungsschritt (Branch-Schritt) dient dazu, das vorliegende Problem in zwei oder mehr Teilprobleme aufzuteilen, die eine Vereinfachung des ursprünglichen Problems darstellen. Durch rekursives Ausführen des Aufteilungsschritts für die erhaltenen Teilprobleme entsteht eine Baumstruktur. Es gibt verschiedene Auswahlverfahren für die Wahl des nächsten zu bearbeitenden Knotens im Aufteilungsbaum, die unterschiedliche Zielsetzungen haben. Im Folgenden werden zwei häufig verwendete Verfahren beschrieben:
- Tiefensuche: Von den noch nicht bearbeiteten Teilproblemen wird das gewählt, welches als letztes eingefügt wurde (Last In – First Out). Mit dieser Auswahlregel arbeitet sich das Verfahren im Baum möglichst schnell in die Tiefe, so dass im Allgemeinen sehr schnell eine zulässige Lösung erlangt wird, über deren Qualität jedoch nichts ausgesagt werden kann.

- Breitensuche: Von den noch nicht bearbeiteten Teilproblemen wird das gewählt, welches als erstes in den Baum eingefügt wurde (First In – First Out). Bei Verwendung dieser Auswahlregel werden die Knoten im Baum pro Ebene abgearbeitet, bevor tiefer gelegene Knoten betrachtet werden. Eine zulässige Lösung wird in der Regel erst relativ spät erhalten, hat aber tendenziell einen guten Lösungswert. Diese Strategie führt auch tendenziell früh zu brauchbaren unteren Schranken.

Die Verfahren sind kombinierbar. Eine erste Lösung lässt sich zum Beispiel mit einer Tiefensuche bestimmen, um dann bei einer anschließenden Breitensuche bereits eine globale obere bzw. untere Schranke zu haben.

### Bound, die Schranke
Der Bound-Schritt hat die Aufgabe, bestimmte Zweige des Baumes „abzuschneiden“, d. h. in der weiteren Berechnung nicht mehr zu betrachten, um so den Rechenaufwand zu begrenzen. Dies erreicht der Algorithmus durch Berechnung und Vergleich der oberen und unteren Schranke:
- Obere Schranken (upper bound) ergeben sich aus jeder zulässigen Lösung. Dafür kann gegebenenfalls zuvor eine Heuristik benutzt werden.
- Um gute untere Schranken (lower bound) zu finden, wird oft eine Relaxation zugrunde gelegt. Das ist eine auf einer Menge {\displaystyle E\supseteq D} definierte, leicht zu berechnende Funktion {\displaystyle g} mit {\displaystyle g(x)\leq f(x)} für alle {\displaystyle x\in D}. Das relaxierte Problem {\displaystyle g(x)\to \min !} bei {\displaystyle x\in E} sei leicht lösbar und besitze eine Optimallösung {\displaystyle {\bar {x}}}. Dann gilt {\displaystyle f(x)\geq g({\bar {x}})} für alle {\displaystyle x\in D}. Bei {\displaystyle {\bar {x}}\in D\land f({\bar {x}})=g({\bar {x}})} ist {\displaystyle {\bar {x}}} auch Optimallösung des nicht relaxierten Problems.

Diese Überlegungen sind auch auf Teilprobleme anwendbar, bei denen also die Menge {\displaystyle D} bereits aufgespalten wurde. Kennt man bereits eine zulässige Lösung {\displaystyle {\hat {x}}\in D} und ist die untere Schranke für ein Teilproblem größer als {\displaystyle f({\hat {x}})}, dann braucht man jenes Teilproblem nicht weiter zu untersuchen, weil es keine Optimallösung ergibt.

### Dominanz
Von Dominanz spricht man, wenn für jede Belegung {\displaystyle {\tilde {x}}} aus einer Teilmenge {\displaystyle T\subset D} eine nicht schlechtere zulässige Lösung {\displaystyle {\bar {x}}\in D\setminus T} konstruiert werden kann. Werden nicht alle Optimallösungen gesucht, sondern nur eine, dann erübrigt sich die Suche in {\displaystyle T}, selbst wenn die Schranken alleine nicht ausreichen, {\displaystyle T} von der weiteren Durchmusterung auszuschließen. Dies steigert mitunter die Effizienz des Verfahrens erheblich, beispielsweise im mehrdimensionalen Zuschnittsproblem, obwohl Dominanztests nicht zur ursprünglichen Methode Branch-and-Bound gehören.
Beispiel: {\displaystyle z=x_{1}-x_{2}-x_{1}/x_{2}\to \min !} bei {\displaystyle x_{1},x_{2}\in \{2,3,4,5\}} sei zu lösen. Eine untere Schranke ergibt sich sofort, indem alle Summanden nach unten abgeschätzt werden, also {\displaystyle 2-5-5/2=-5{,}5}. Branch-and-Bound ohne Dominanzüberlegungen anzuwenden, erweist sich hier als unnötig aufwändig. Wegen {\displaystyle z=x_{1}*(1-1/x_{2})-x_{2}\geq x_{1}/2-x_{2}} ist {\displaystyle x_{1}} so klein wie möglich zu wählen, einerlei wie groß {\displaystyle x_{2}} ist, das heißt {\displaystyle x_{1}=2}. Für {\displaystyle x_{2}=5} wird {\displaystyle z=-3{,}4}; bei {\displaystyle x_{2}\leq 4} ist {\displaystyle z>-3} und damit nicht optimal. Die einzige Optimallösung lautet {\displaystyle x_{1}=2,\;x_{2}=5}.

## Anwendung auf Probleme der ganzzahligen linearen Optimierung
Das allgemeine ganzzahlige lineare Optimierungsproblem hat die Gestalt
- Maximiere {\displaystyle G=a\cdot x}
- unter der Nebenbedingung {\displaystyle A\cdot x\leq b} und {\displaystyle x\in \mathbb {N} _{0}^{n}}
- mit
  - A: m×n-Matrix
  - x: n-dimensionaler Vektor
  - a: n-dimensionaler Vektor
  - b: m-dimensionaler Vektor
  - a · x: skalares Produkt, lineare Funktion mit n Variablen, reeller Wert
  - Ax: m-dimensionaler Vektor, der als Matrix-Vektor-Produkt der Matrix A mit dem n-dimensionalen Vektor x entsteht.

Durch Vernachlässigung der Ganzzahligkeitsbedingungen erhält man die stetige Relaxation, die mit dem Simplex-Verfahren gelöst werden kann. Wegen der geforderten Ganzzahligkeit gehört das Ausgangsproblem aber nicht zu den linearen Optimierungsproblemen.

### Lösungsweg
Das Problem kann man mit Hilfe des Branch-and-Bound-Verfahrens lösen. Zuerst wird als bisher bester Zielfunktionswert {\displaystyle {\hat {G}}:=-\infty } gesetzt und die Ganzzahligkeitsbedingung weggelassen:
- Maximiere {\displaystyle G=a\cdot x}
- unter den Nebenbedingungen {\displaystyle A\cdot x\leq b} und {\displaystyle x\geq 0}.

Das so entstandene Problem nennen wir P0. Dieses nun lineare Optimierungsproblem löst man mit dem Simplex-Verfahren. Im Allgemeinen wird die erhaltene Lösung nicht ganzzahlig sein, d. h. {\displaystyle x_{1},x_{2},\ldots ,x_{n}} sind nicht durchgängig ganzzahlig. Ohne Beschränkung der Allgemeinheit würde dies auch {\displaystyle x_{1}} betreffen.
Nun versucht man, Lösungen mit ganzzahligem {\displaystyle x_{1}} zu finden. Sei {\displaystyle s_{1}} die größte ganze Zahl kleiner als {\displaystyle x_{1}}. Dann formuliert man zwei neue lineare Optimierungsprobleme {\displaystyle P_{11}} und {\displaystyle P_{12}} derart, dass die vorher gefundene Lösung jeweils ausgeschlossen wird:
- {\displaystyle P_{11}} – Maximiere {\displaystyle G=a\cdot x}
- unter den Nebenbedingungen
{\displaystyle A\cdot x\leq b}
{\displaystyle x\geq 0}
{\displaystyle x_{1}\leq s_{1}}

- {\displaystyle P_{12}} – Maximiere {\displaystyle G=a\cdot x}
- unter den Nebenbedingungen
{\displaystyle A\cdot x\leq b}
{\displaystyle x\geq 0}
{\displaystyle x_{1}\geq s_{1}+1}

Eine solche Aufteilung in Unterprobleme nennt man branch (engl. Verzweigung).
Beide Teilprobleme werden mit dem dualen Simplexverfahren gelöst. Folgende Fälle können auftreten:
1. Der zulässige Bereich wird leer.
2. Man findet eine ganzzahlige Optimallösung für das Teilproblem.
3. {\displaystyle x_{1}} wird ganzzahlig, dafür aber ein anderes {\displaystyle x_{i}} nicht, wobei es keine Rolle spielt, ob jenes {\displaystyle x_{i}} vorher ganzzahlig war oder nicht.

Im Fall (1) erledigt sich das Teilproblem. In den anderen Fällen gilt das auch, wenn {\displaystyle G\leq {\hat {G}}} ist und nur eine Optimallösung gesucht wird oder {\displaystyle G<{\hat {G}}} ist und alle Optimallösungen gesucht werden. Ansonsten speichert man im Fall (2) die gefundene Lösung als bisher beste und ersetzt {\displaystyle {\hat {G}}} durch {\displaystyle G}, während im Fall (3) das Teilproblem weiter aufzuspalten ist.
Auf diese Weise wird der gesamte Lösungsraum durchsucht und eine Optimallösung gefunden, wenn es eine gibt und das Verfahren nicht vorzeitig abgebrochen wurde. Es ist durchaus möglich, dass man trotz erschöpfender Suche keine Lösung findet. Dann besitzt das Ausgangsproblem keine zulässigen Lösungen.

### Beispiel
Anhand einer konkreten Aufgabenstellung wird das Verfahren demonstriert.
Das Ausgangsproblem lautet:
- Maximiere {\displaystyle G=x_{1}+x_{2}}
- mit den Nebenbedingungen
{\displaystyle 2x_{1}+x_{2}\leq 4}
{\displaystyle x_{1}+2x_{2}\leq 3}
{\displaystyle x_{1},x_{2}\geq 0} ganzzahlig

Wir lassen die Ganzzahligkeitsbedingung weg und finden mit dem Simplex-Verfahren die optimale Lösung
- {\displaystyle G={\frac {7}{3}}}
- {\displaystyle x_{1}={\frac {5}{3}}}
- {\displaystyle x_{2}={\frac {2}{3}}}

Wir fahren fort mit dem Ziel, eine Lösung mit ganzzahligem {\displaystyle x_{1}} zu finden. Dazu bilden wir 2 weitere Optimierungsaufgaben, eine mit der zusätzlichen Nebenbedingung {\displaystyle x_{1}\leq 1}, die andere mit {\displaystyle x_{1}\geq 2}.
- {\displaystyle P_{11}} – Maximiere {\displaystyle G=x_{1}+x_{2}}
- mit den Nebenbedingungen
{\displaystyle 2x_{1}+x_{2}\leq 4}
{\displaystyle x_{1}+2x_{2}\leq 3}
{\displaystyle x_{1}\leq 1}
{\displaystyle x_{1},x_{2}\geq 0}

- {\displaystyle P_{12}} – Maximiere {\displaystyle G=x_{1}+x_{2}}
- mit den Nebenbedingungen
{\displaystyle 2x_{1}+x_{2}\leq 4}
{\displaystyle x_{1}+2x_{2}\leq 3}
{\displaystyle x_{1}\geq 2}
{\displaystyle x_{1},x_{2}\geq 0}

Das Problem {\displaystyle P_{11}} hat die Lösung
- {\displaystyle G=2}
- {\displaystyle x_{1}=1}
- {\displaystyle x_{2}=1}

Da {\displaystyle x_{1}} und {\displaystyle x_{2}} ganzzahlig sind, ist dies eine zulässige Lösung des Ausgangsproblems. Wir wissen aber noch nicht, ob es eine bessere Lösung gibt.
Dazu lösen wir Problem {\displaystyle P_{12}} und erhalten:
- {\displaystyle G=2}
- {\displaystyle x_{1}=2}
- {\displaystyle x_{2}=0}

Auch dies ist wegen der Ganzzahligkeit eine zulässige Lösung. Da sowohl für {\displaystyle P_{11}} als auch für {\displaystyle P_{12}} die Zielfunktion den Wert {\displaystyle G=2} annimmt, hat das Problem zwei optimale Lösungen.

### Bewertung des Verfahrens
Beim Branch-and-Bound-Verfahren müssen mehrere – in ungünstigen Fällen sehr viele – Optimierungsprobleme gespeichert, verwaltet und mit Hilfe des Simplex-Verfahrens gelöst werden. Insbesondere bei großen Problemen, die mehrere hunderttausend Variablen und Nebenbedingungen haben können, führt dies zu hohem Rechen- und Speicheraufwand. Dafür vermeidet man den Nachteil des Schnittebenenverfahrens von Gomory, bei dem numerische Probleme durch mangelnde Genauigkeit der Zahlendarstellung im Computer die Lösungssuche erschweren. In der Praxis werden bei der Lösung ganzzahliger Optimierungsprobleme oft beide Verfahren zu Branch-and-Cut kombiniert. Dabei werden im Wurzelknoten und manchmal auch in weiteren Knoten des Branch-and-Bound-Baumes Schnittebenen separiert, um die lineare Relaxierung zu verschärfen.

## Geschichte
Die Idee von Branch-and-Bound wurde erstmals 1960 von den Operations-Research-Wissenschaftlerinnen Ailsa Land und Alison Doig (später Alison Harcourt) im Bereich des Operations Research formuliert. R. J. Dakin gab 1965 einen einfach zu implementierenden Algorithmus an.